# The Best of Joy Division
Albums de Joy Division
Martin Hannett's Personal Mixes
(2007) Total: From Joy Division to New Order
(2011)
The Best of Joy Division est une compilation de Joy Division, sortie le 24 mars 2008 par le label London Records  au Royaume-Uni et par le label Rhino aux États-Unis. La version britannique inclut The Complete BBC Recordings comme disque bonus. La version américaine ne contient qu'un CD. The Best of Joy Division a atteint la 97e place de l'ARIA Charts en Australie, ce qui est leur seconde incursion dans ce classement depuis que Substance a atteint la 53e place en 1988.

## Liste des pistes
Toutes les pistes sont composées par Joy Division.
| CD    | CD                      | CD                                                     | CD    | CD | CD | CD | CD | CD | CD |
| No    | Titre                   | Album original                                         | Durée |    |    |    |    |    |    |
| ----- | ----------------------- | ------------------------------------------------------ | ----- | -- | -- | -- | -- | -- | -- |
| 1.    | Digital                 | A Factory Sample (1978)                                | 2:51  |    |    |    |    |    |    |
| 2.    | Disorder                | Unknown Pleasures (1979)                               | 3:27  |    |    |    |    |    |    |
| 3.    | Shadowplay              | Unknown Pleasures (1979)                               | 3:50  |    |    |    |    |    |    |
| 4.    | New Dawn Fades          | Unknown Pleasures (1979)                               | 4:44  |    |    |    |    |    |    |
| 5.    | Transmission            | Face A du single Transmission (1979)                   | 3:36  |    |    |    |    |    |    |
| 6.    | Atmosphere              | Face A de Licht und Blindheit (1980)                   | 4:10  |    |    |    |    |    |    |
| 7.    | Dead Souls              | Face B de Licht und Blindheit (1980)                   | 4:44  |    |    |    |    |    |    |
| 8.    | She's Lost Control      | Face B du single Atmosphere (1980)                     | 4:46  |    |    |    |    |    |    |
| 9.    | Love Will Tear Us Apart | Single FAC 23 Love Will Tear Us Apart (1980)           | 3:46  |    |    |    |    |    |    |
| 10.   | These Days              | Face B du single FAC 23 Love Will Tear Us Apart (1980) | 3:25  |    |    |    |    |    |    |
| 11.   | Twenty Four Hours       | Closer (1980)                                          | 4:26  |    |    |    |    |    |    |
| 12.   | Heart and Soul          | Closer (1980)                                          | 5:51  |    |    |    |    |    |    |
| 13.   | Incubation              | Face B du single Komakino (1980)                       | 2:52  |    |    |    |    |    |    |
| 14.   | Isolation               | Closer (1980)                                          | 2:53  |    |    |    |    |    |    |
| 55:13 |                         |                                                        |       |    |    |    |    |    |    |

| CD Bonus - The Complete BBC Recordings | CD Bonus - The Complete BBC Recordings                     | CD Bonus - The Complete BBC Recordings | CD Bonus - The Complete BBC Recordings | CD Bonus - The Complete BBC Recordings | CD Bonus - The Complete BBC Recordings | CD Bonus - The Complete BBC Recordings | CD Bonus - The Complete BBC Recordings | CD Bonus - The Complete BBC Recordings | CD Bonus - The Complete BBC Recordings |
| No                                     | Titre                                                      | Album original                         | Durée                                  |                                        |                                        |                                        |                                        |                                        |                                        |
| -------------------------------------- | ---------------------------------------------------------- | -------------------------------------- | -------------------------------------- | -------------------------------------- | -------------------------------------- | -------------------------------------- | -------------------------------------- | -------------------------------------- | -------------------------------------- |
| 1.                                     | Exercise One                                               | The Peel Sessions (1986)               | 2:32                                   |                                        |                                        |                                        |                                        |                                        |                                        |
| 2.                                     | Insight                                                    | The Peel Sessions (1986)               | 3:53                                   |                                        |                                        |                                        |                                        |                                        |                                        |
| 3.                                     | She's Lost Control                                         | The Peel Sessions (1986)               | 4:11                                   |                                        |                                        |                                        |                                        |                                        |                                        |
| 4.                                     | Transmission                                               | The Peel Sessions (1986)               | 3:58                                   |                                        |                                        |                                        |                                        |                                        |                                        |
| 5.                                     | Love Will Tear Us Apart                                    | The Peel Sessions (1987)               | 3:25                                   |                                        |                                        |                                        |                                        |                                        |                                        |
| 6.                                     | Twenty Four Hours                                          | The Peel Sessions (1987)               | 4:10                                   |                                        |                                        |                                        |                                        |                                        |                                        |
| 7.                                     | Colony                                                     | The Peel Sessions (1987)               | 4:05                                   |                                        |                                        |                                        |                                        |                                        |                                        |
| 8.                                     | Sound of Music                                             | The Peel Sessions (1987)               | 4:27                                   |                                        |                                        |                                        |                                        |                                        |                                        |
| 9.                                     | Transmission (live)                                        | The Complete BBC Recordings (2000)     | 3:18                                   |                                        |                                        |                                        |                                        |                                        |                                        |
| 10.                                    | She's Lost Control (live)                                  | The Complete BBC Recordings (2000)     | 3:44                                   |                                        |                                        |                                        |                                        |                                        |                                        |
| 11.                                    | Ian Curtis & Stephen Morris interviewed by Richard Skinner | The Complete BBC Recordings (2000)     | 3:32                                   |                                        |                                        |                                        |                                        |                                        |                                        |
| 41:15                                  |                                                            |                                        |                                        |                                        |                                        |                                        |                                        |                                        |                                        |